# Bobritzsch-Hilbersdorf
Bobritzsch-Hilbersdorf − gmina w Niemczech, w kraju związkowym Saksonia, w okręgu administracyjnym Chemnitz, w powiecie Mittelsachsen. Powstała 1 stycznia 2012 z połączenia dwóch gminy: Bobritzsch oraz Hilbersdorf, które stały się automatycznie jej dzielnicami.

## Współpraca
Miejscowości partnerskie:
- Mariscal Estigarribia, Paragwaj (kontakty utrzymuje dzielnica Bobritzsch)
- Neustetten, Badenia-Wirtembergia (kontakty utrzymuje dzielnica Bobritzsch)
- Niederaichbach, Bawaria (kontakty utrzymuje dzielnica Bobritzsch)